# Temple protestant de Thionville
Le temple protestant de Thionville est un édifice religieux inauguré en 1888 et situé passage du Temple à Thionville en Moselle. La paroisse est membre de l'Union des Églises protestantes d'Alsace et de Lorraine.

## Histoire
En 1871, les protestants arrivent à Thionville. En 1876, ils sont 800 sans compter les militaires ; les cultes se font dans le beffroi de Thionville.  
La paroisse devenant de plus en plus grande, la construction d'un lieu de culte s’avère indispensable. Le 18 novembre 1886 a lieu la pose de la première pierre. Le 4 juin 1888 un décret provenant de Strasbourg signé par l'empereur de Prusse Frédéric III stipule : « J'autorise la création d'une paroisse réformée à Thionville et j'autorise son rattachement au Consistoire Réformé de Metz ». 
Le temple est inauguré le 28 novembre 1888. À 11 heures, les cloches du temple appellent la communauté à se rassembler. Un grand cortège part de l’hôtel de ville (l'actuel beffroi qui était le lieu de prière) jusqu'au temple.

### Liste des pasteurs titulaires
| 1871-1883 | Horstmann (aumônier militaire)                                                       |
| 1883-1886 | Carsted (aumônier militaire)                                                         |
| 1886-1894 | Voelstzel                                                                            |
| 1894-1897 | Wendland                                                                             |
| 1897-1919 | Hallier (docteur en Théologie)                                                       |
| 1919-1927 | Josselin                                                                             |
| 1927-1940 | Lobstein                                                                             |
| 1940-1944 | Différents pasteurs ou aumôniers militaires allemands dont : Von der Heyden, Fischer |
| 1945-1946 | Lobstein                                                                             |
| 1947-1968 | Kuntzel                                                                              |
| 1969-1988 | Barbéry Roger                                                                        |
| 1988-1996 | Royet Aimé                                                                           |
| 1997      | Hecky Marc                                                                           |
| 1997-2000 | Roerig Michel                                                                        |
| 2000-2001 | N.Tamack Théodore                                                                    |
| 2001-2009 | Plouviet Philippe                                                                    |
| 2010-2020 | Rajaonson Fidi                                                                       |
| 2020-2023 | Mentanga Koukolo Alexis (Suffragant)                                                 |
| 2023-     | Clauss Bertrand                                                                      |

## Architecture
L'architecte est Wilhelm Hermann.

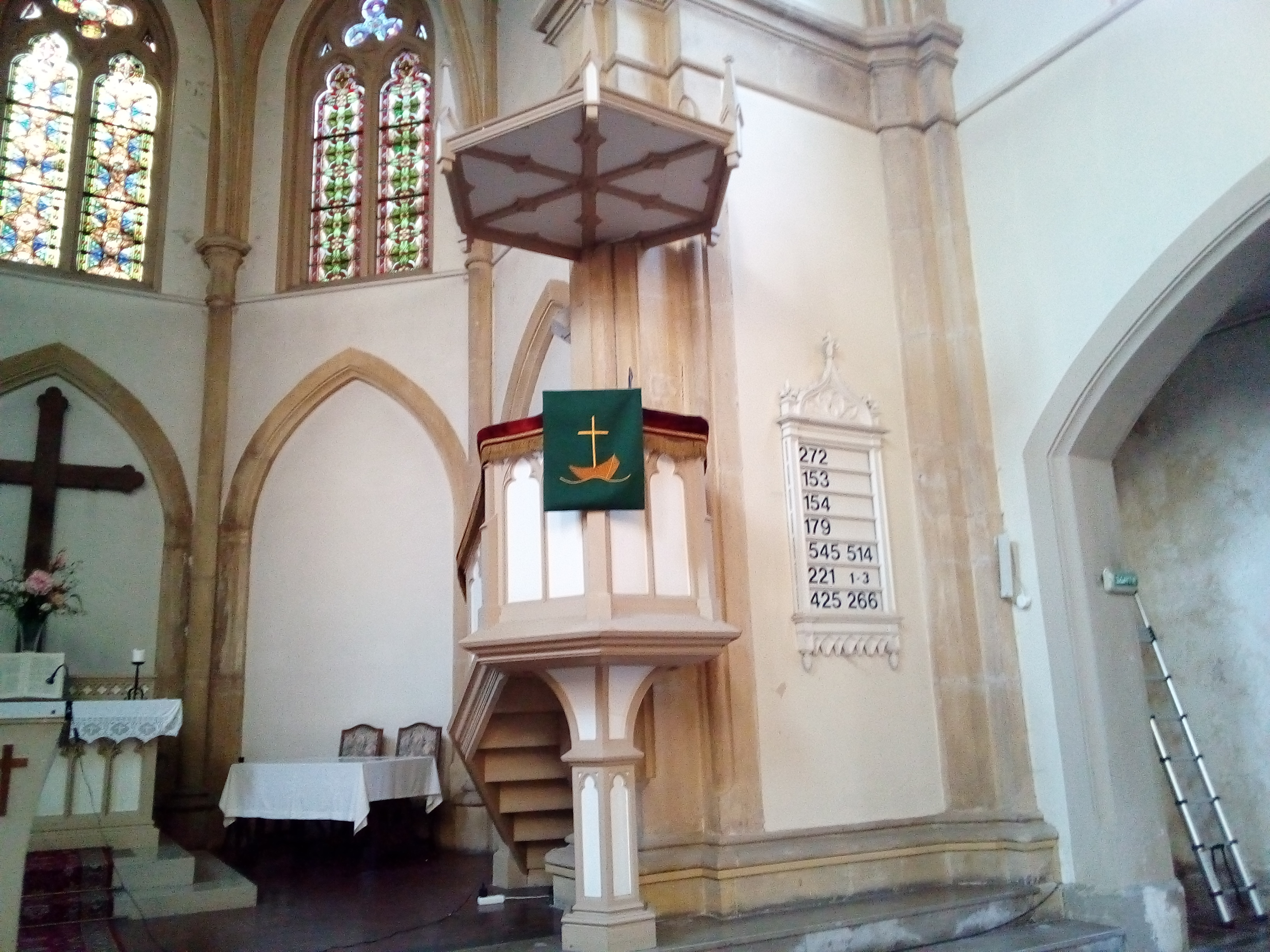
Chaire du temple faite par le menuisier Griebel

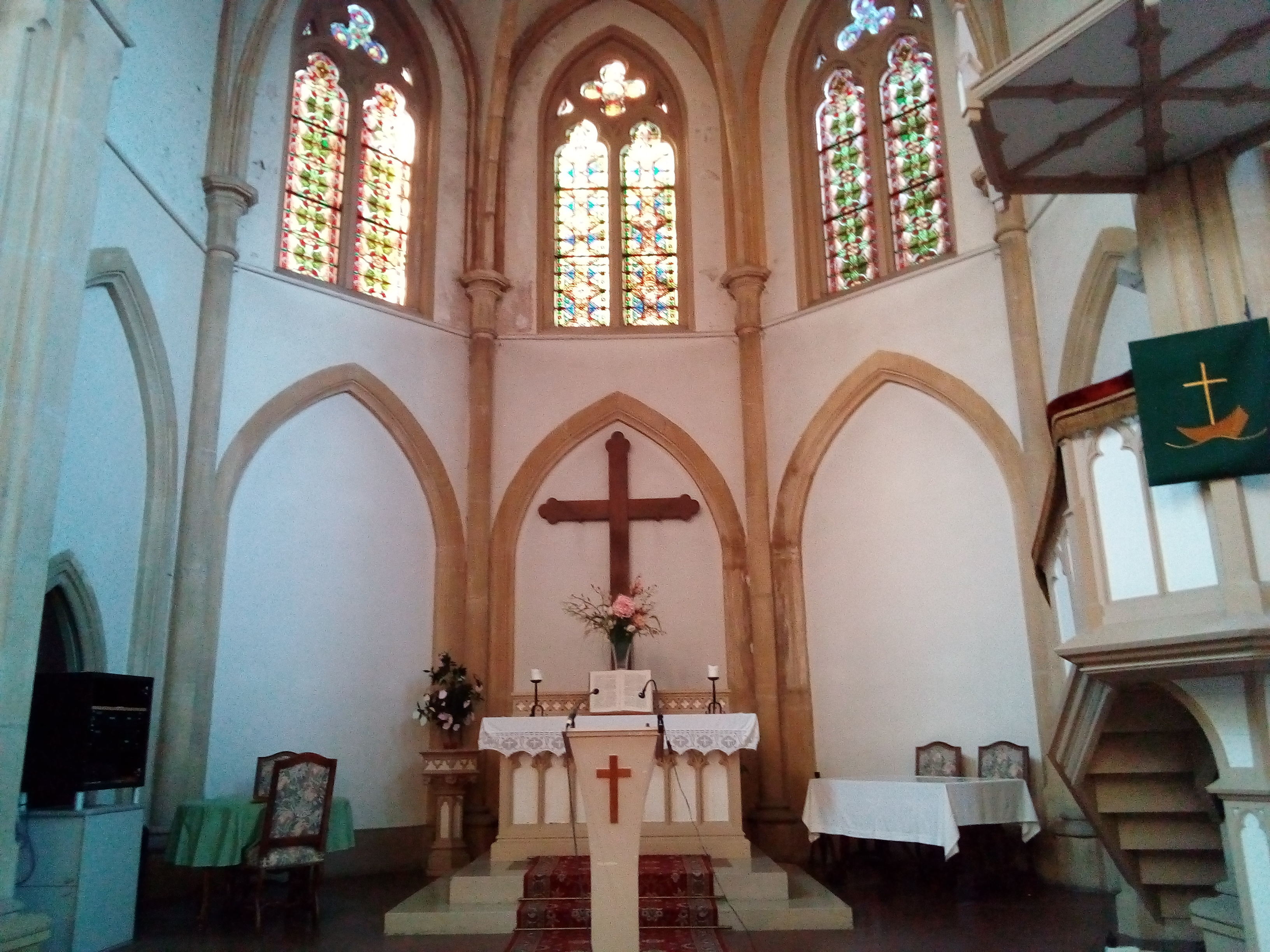
Chœur du temple avec les vitraux, la croix, l'autel et l'on peut voir discrètement les fonts baptismaux à la droite de l'autel

La façade est ornée d'un portail et de tourelles d'escaliers qui ont été largement agrandies et percées par de larges baies. La rosace Est éclaire la tribune de l'orgue. Elle est surmontée d'une horloge.
À l'intérieur, le vaisseau central de cinq travées ainsi que le chœur sont voûtés d'ogives, tandis que les étroits bas-côtés ont un couvrement plat. Alors que les baies géminées éclairant les bas-côtés et les grandes hautes fenêtres de la nef sont d'un dessin bien maîtrisé, les grandes arcades en revanche, sont d'une certaine maladresse à mettre au compte de la modification du projet initial qui comportait des tribunes. Deux portes (dont l'une est murée) donnent l’accès au bas-côté de la nef.
Les aménagements en bois tels la tribune et la chaire placée à l'avant de l'arc triomphal sont l'œuvre du menuisier Griebel. L'intérieur du temple est peint par l'architecte Malsh, professeur à l'école des arts décoratifs de Strasbourg.
Dans le chœur, les trois vitraux sont dans l'esprit stylistique du néogothique. Sur le mur est accrochée une croix. L'autel surélevé est en pierre tout comme les fonts baptismaux.
Les matériaux utilisés sont la pierre de Jaumont. Le temple est caractéristique des recherches sur l'architecture protestante à la fin du XIXe siècle. Durant les bombardements de la Seconde Guerre mondiale, le temple a subi des dommages.

### Orgues

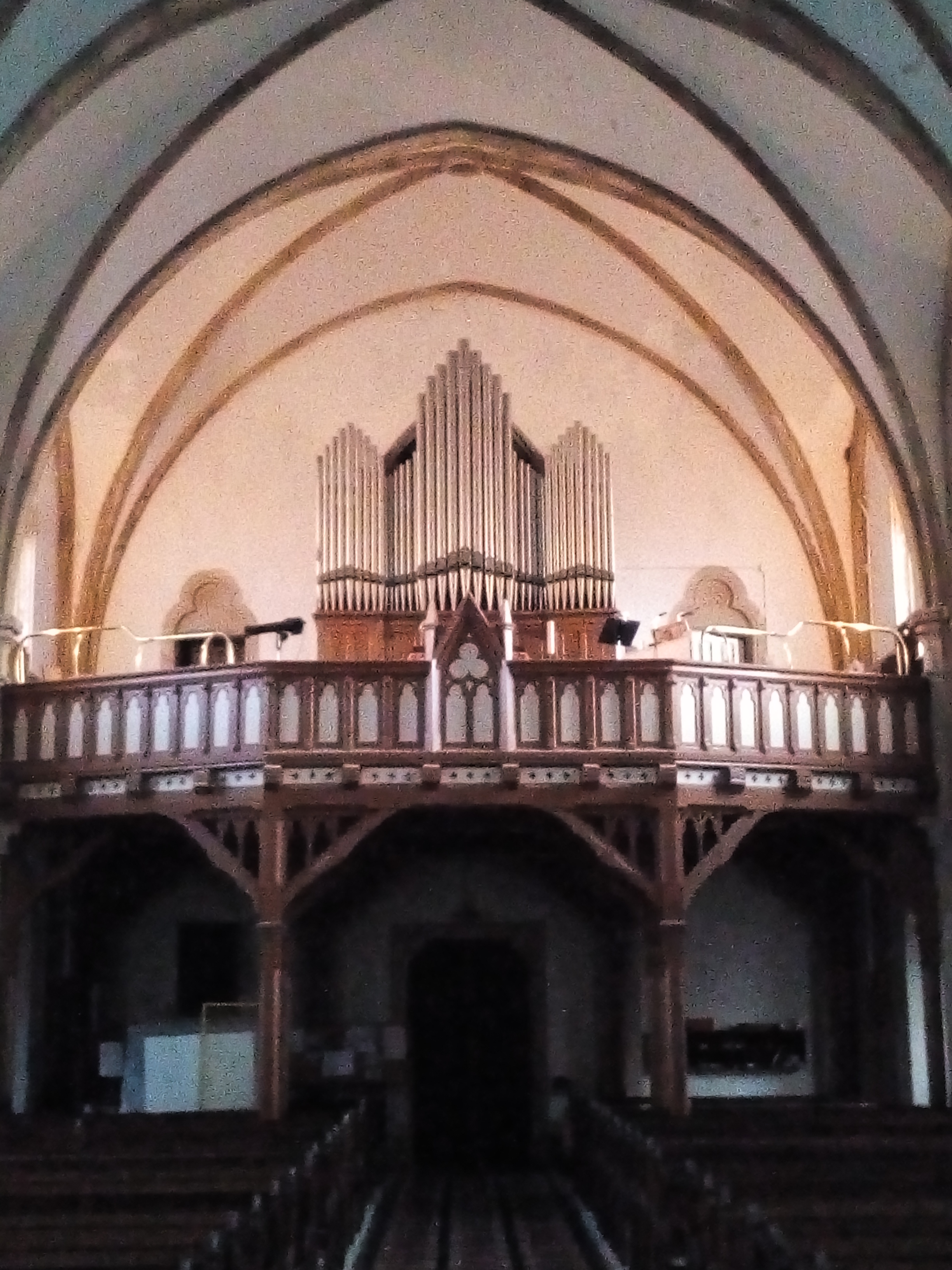
L'orgue.

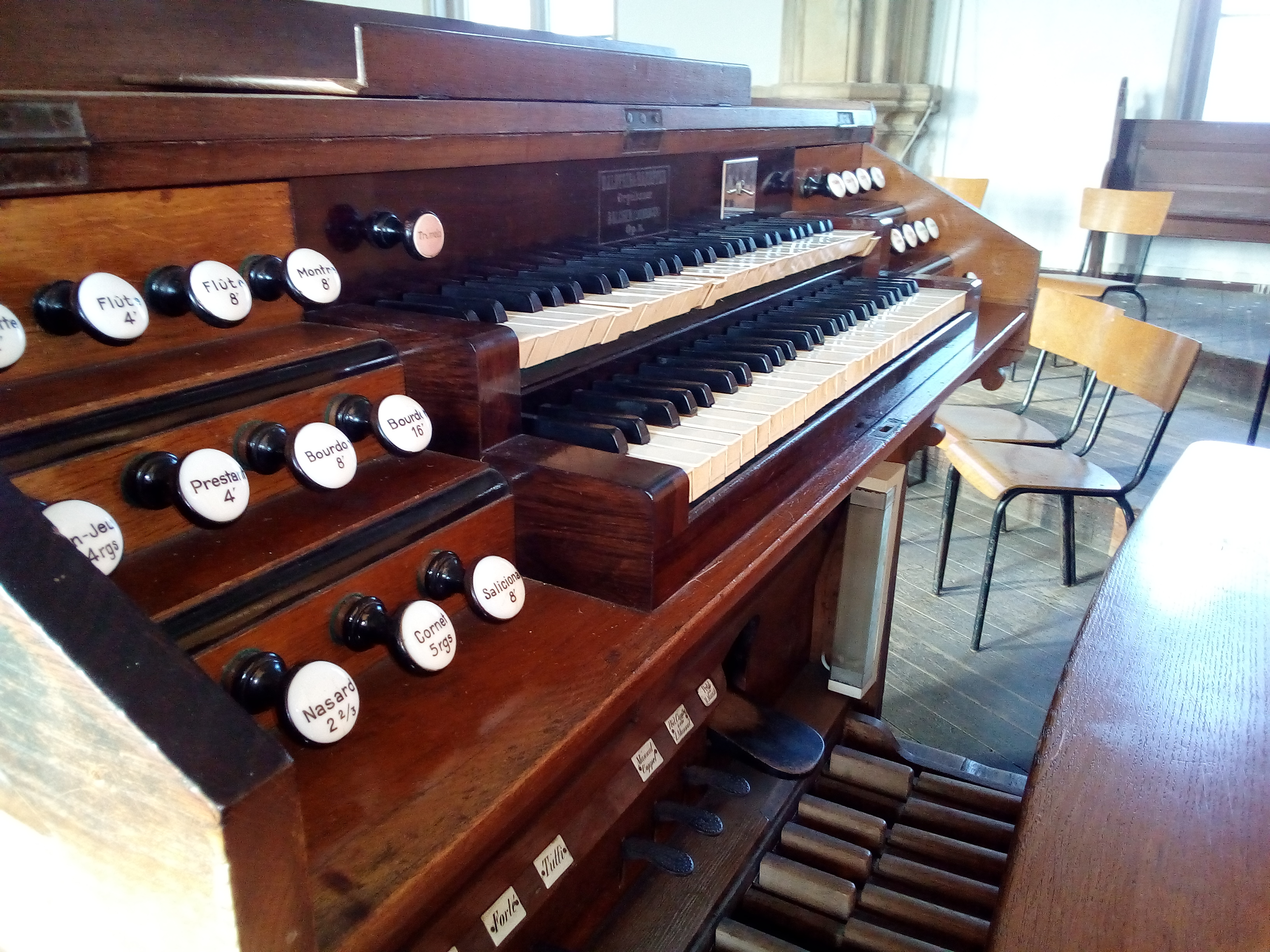
Console de l'orgue.

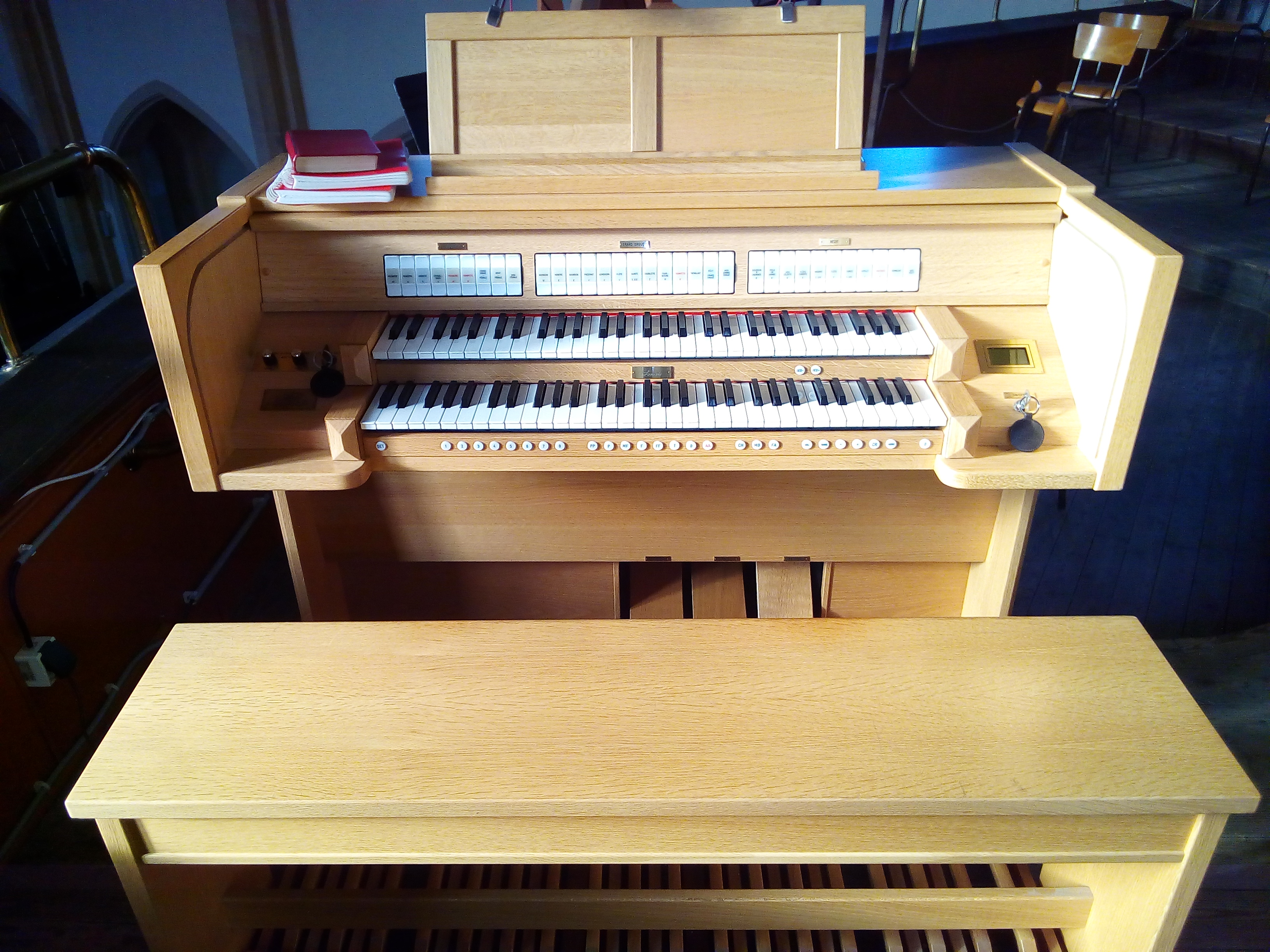
Orgue électrique.

L'orgue est la propriété de la paroisse réformée de Thionville dont la protection et l'entretien lui incombent. L’acoustique est d'environ 3 secondes de réverbération. 
Un premier orgue est construit par Dalstein-Haerpfer est inauguré en 1889. C'est l'opus 76 des facteurs de Boulay, riche de 22 registres. De 1956 à 1957, l'orgue est reconstruit par Haerpfer-Erman ; il enlève la partie supérieure du buffet néogothique pour faire place à une façade libre. 
La maison Kern de Strasbourg se charge de diverses réparations de 1981 à 1983. En 2020, l'orgue est à bout de souffle, en mauvais état ; depuis quelques années, il est remplacé par un modèle électrique de la marque Johannus.
| Grand-orgue           | Récit expressif | Pédalier           |
| --------------------- | --------------- | ------------------ |
| Bourdon 16'           | Bourdon 8'      | Contrebasse 16'    |
| Montre 8'             | Flûte 4'        | Sousbasse 16'      |
| Bourdon 8'            | Flûte 2'        | Octavebasse 8'     |
| Flute 8'              | Larigot 1'1/3   | Bombarde douce 16' |
| Salicional 8'         | Cymbale 3 rangs |                    |
| Prestant 4'           | Cromorne 8'     |                    |
| Flûte 4'              |                 |                    |
| Nazard 2'2/3          |                 |                    |
| Doublette 2'          |                 |                    |
| Cornet V rangs        |                 |                    |
| Plein jeu III-V rangs |                 |                    |
| Trompette 8'          |                 |                    |

| II/I (accouplement des claviers manuels)                       |
| -------------------------------------------------------------- |
| I/P (accouplement du pédalier avec le clavier de Grand-orgue ) |
| II/P (accouplement du pédalier avec le clavier de Récit        |
| 3 combinaison fixe (piano, forte, tutti)                       |
| Trémolo (Récit)                                                |

### Cloches
Les trois anciennes cloches ont disparu et ont été remplacées. On pouvait lire sur les cloches d'origine : 
« Gloire à Dieu au plus haut des cieux et paix sur la Terre » ; « C'est un rempart que notre Dieu » ; et sur la troisième « J'appelle les protestants pour qu'ils soient une communauté, que la paroisse se rassemble pour la louange et la gloire de Dieu ».
Les trois cloches actuelles sonnent le do 4 - ré 4 - mi 4. Elles ont été fondues en 1922 par la fonderie Farnier de Robécourt dans les Vosges et pèsent en tout environ 575 kg